# Arenero (oficio)

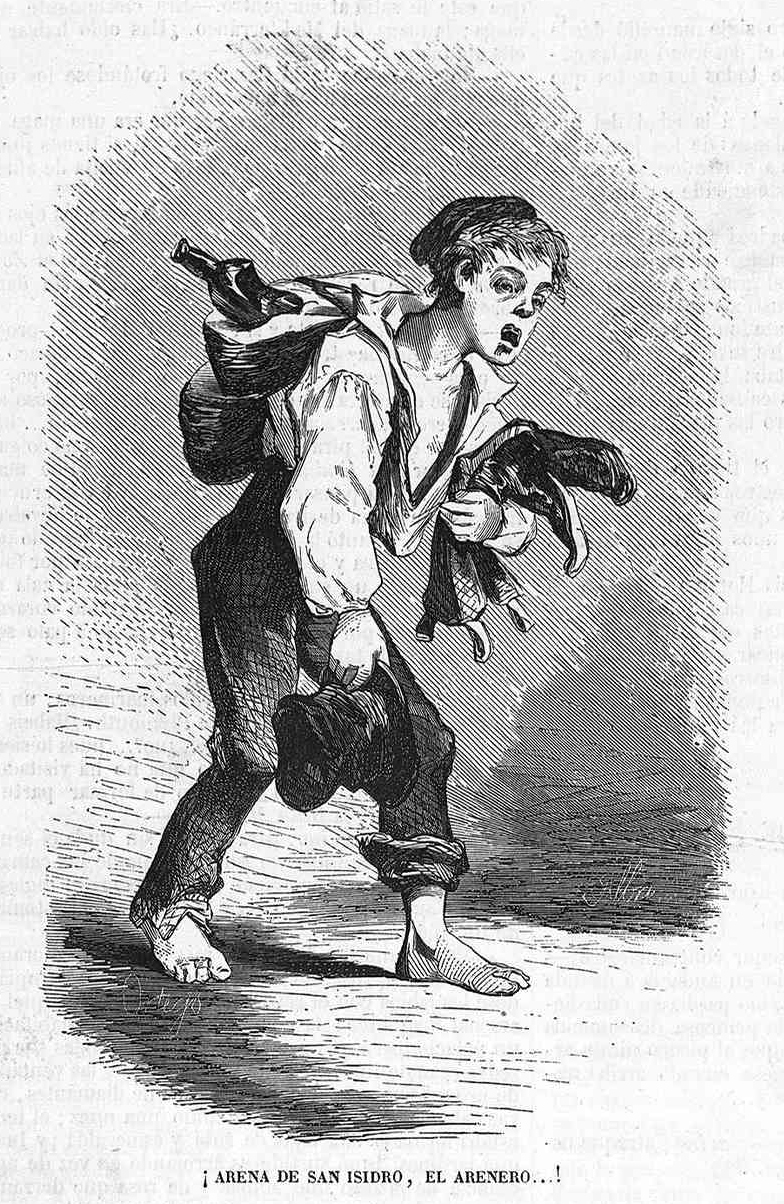
Arenero en Madrid vendiendo su producto

El de arenero es un oficio consistente en la extracción de arena del cauce de los ríos para su posterior venta en núcleos urbanos, con destino a la construcción o a actividades de índole agropecuaria, entre otras. Esta actividad, que se sigue practicando en determinados países americanos, ha desaparecido de lugares como España.